# 阿諾茲公園 (愛荷華州)
阿諾茲公園（英語：Arnolds Park）是美国艾奥瓦州迪金森縣下轄的一个城市。2010年人口统计为1,126人。